# Filme sobre crimes
O filme sobre crimes, ou cinema criminal, é um gênero cinematográfico cujas temáticas giram em torno do crime em seu sentido mais amplo, inspirado na literatura policial ou em eventos reais. Já o filme de ação ou o cinema fantástico, é um gênero amplo que agrega e agrega outros gêneros mais específicos, como o filme de gangster, o filme policial, ou o film noir. Para Vincent Pinel, é um “domínio sem qualquer homogeneidade”.